# Ommata quadrispinosa
Ommata quadrispinosa là một loài bọ cánh cứng trong họ Cerambycidae.